# Campeonato Mundial de Clubes de Voleibol Masculino de 2011
O Campeonato Mundial de Clubes de Voleibol Masculino de 2011 foi a sétima edição do evento. Foi realizado em Doha, Qatar, entre 8 e 14 de outubro com oito times.

## Qualificação
| Time                     | Qualificado como          |
| ------------------------ | ------------------------- |
| Al-Arabi SC              | Anfitrião                 |
| Al-Ahly                  | Campeão da África         |
| Paykan Teerã             | Campeão da Ásia           |
| Trinity Western Spartans | Representante da NORCECA  |
| Sesi-SP                  | Campeão da América do Sul |
| Trentino Volley          | Campeão da Europa         |
| Zenit Kazan              | Convite                   |
| Jastrzębski Węgiel       | Convite                   |

## Composição dos grupos
| Grupo A                                                              | Grupo B                                     |
| -------------------------------------------------------------------- | ------------------------------------------- |
| Jastrzębski Węgiel Trinity Western Spartans Zenit Kazan Paykan Teerã | Trentino Volley Al-Ahly Sesi-SP Al-Arabi SC |

## Grupo A
|     |                          |     | Jogos | Jogos | Jogos | Pontos | Pontos | Pontos | Sets | Sets | Sets  |
| Pos | Equipe                   | Pts | T     | V     | D     | V      | P      | R      | V    | P    | R     |
| --- | ------------------------ | --- | ----- | ----- | ----- | ------ | ------ | ------ | ---- | ---- | ----- |
| 1   | Jastrzębski Węgiel       | 8   | 3     | 3     | 0     | 251    | 207    | 1.213  | 09   | 02   | 4.500 |
| 2   | Zenit Kazan              | 7   | 3     | 2     | 1     | 257    | 208    | 1.236  | 08   | 03   | 2.667 |
| 3   | Trinity Western Spartans | 2   | 3     | 1     | 2     | 197    | 247    | 0.798  | 03   | 08   | 0.375 |
| 4   | Paykan Teerã             | 1   | 3     | 0     | 3     | 208    | 251    | 0.829  | 02   | 09   | 0.222 |

| Data   | Hora  |                          | Placar |                          | Set 1 | Set 2 | Set 3 | Set 4 | Set 5 | Total | Relatório |
| ------ | ----- | ------------------------ | ------ | ------------------------ | ----- | ----- | ----- | ----- | ----- | ----- | --------- |
| 8 out  | 04:00 | Trinity Western Spartans | 0–3    | Zenit Kazan              | 11-25 | 15-25 | 16-25 | -     | -     | 42–0  | 42-75     |
| 8 out  | 11:00 | 'Jastrzębski Węgiel'     | 3–0    | Paykan Teerã             | 25-18 | 25-14 | 25-14 | -     | -     | 75–0  | 75-46     |
| 9 out  | 11:00 | Paykan Teerã             | 0–3    | Zenit Kazan              | 24-26 | 18-25 | 23-25 | -     | -     | 65–0  | 65-76     |
| 10 out | 09:00 | Trinity Western Spartans | 3–2    | Paykan Teerã             | 25-23 | 18-25 | 17-25 | 25-18 | 15-6  | 100–0 | 100-97    |
| 10 out | 11:00 | 'Jastrzębski Węgiel'     | 3–2    | Zenit Kazan              | 25-22 | 25-17 | 11-25 | 21-25 | 19-17 | 101–0 | 101-106   |
| 11 out | 11:00 | 'Jastrzębski Węgiel'     | 3–0    | Trinity Western Spartans | 25-17 | 25-20 | 25-18 | -     | -     | 75–0  | 75-55     |

## Grupo B
|     |                 |     | Jogos | Jogos | Jogos | Pontos | Pontos | Pontos | Sets | Sets | Sets  |
| Pos | Equipe          | Pts | T     | V     | D     | V      | P      | R      | V    | P    | R     |
| --- | --------------- | --- | ----- | ----- | ----- | ------ | ------ | ------ | ---- | ---- | ----- |
| 1   | Trentino Volley | 9   | 3     | 3     | 0     | 243    | 206    | 1.180  | 09   | 01   | 9,000 |
| 2   | Sesi-SP         | 6   | 3     | 2     | 1     | 262    | 237    | 1.105  | 07   | 04   | 1.750 |
| 3   | Al-Arabi SC     | 2   | 3     | 1     | 2     | 232    | 265    | 0.875  | 03   | 08   | 0.375 |
| 4   | Al-Ahly         | 1   | 3     | 0     | 3     | 257    | 286    | 0.899  | 03   | 09   | 0.333 |

| Data   | Hora  |                 | Placar |                 | Set 1 | Set 2 | Set 3 | Set 4 | Set 5 | Total | Relatório |
| ------ | ----- | --------------- | ------ | --------------- | ----- | ----- | ----- | ----- | ----- | ----- | --------- |
| 8 out  | 13:00 | Al-Ahly         | 2–3    | Al-Arabi SC     | 23-25 | 31-29 | 24-26 | 25-21 | 12-15 | 115–0 | 115-116   |
| 9 out  | 09:00 | Trentino Volley | 3–0    | Al-Ahly         | 25-16 | 25-22 | 25-22 | -     | -     | 75–0  | 75-60     |
| 9 out  | 13:00 | 'Sesi-SP'       | 3–0    | Al-Arabi SC     | 25-20 | 25-20 | 25-22 | -     | -     | 75–0  | 75-62     |
| 10 out | 13:00 | Al-Ahly         | 1–3    | ' Sesi-SP'      | 18-25 | 25-27 | 25-18 | 14-25 | -     | 82–0  | 82-95     |
| 11 out | 13:00 | Trentino Volley | 3–0    | Al-Arabi SC     | 25-22 | 25-15 | 25-17 | -     | -     | 75–0  | 75-54     |
| 12 out | 13:00 | Sesi-SP         | 1–3    | Trentino Volley | 25-18 | 23-25 | 23-25 | 21-25 | -     | 92–0  | 92-93     |

## Fase Final
|  | Semifinais           | Semifinais           |   |                      | Final                | Final |  |
|  |                      |                      |   |                      |                      |       |  |
|  | 13 de outubro – Doha |                      |   |                      |                      |       |  |
|  | Jastrzębski Węgiel   | 3                    |   |                      |                      |       |  |
|  | Sesi-SP              | 2                    |   |                      |                      |       |  |
|  |                      |                      |   |                      |                      |       |  |
|  |                      |                      |   |                      | 14 de outubro – Doha |       |  |
|  |                      |                      |   |                      | Jastrzębski Węgiel   | 1     |  |
|  |                      | Trentino Volley      | 3 |                      |                      |       |  |
|  |                      |                      |   |                      |                      |       |  |
|  |                      |                      |   |                      |                      |       |  |
|  |                      |                      |   |                      | Terceiro lugar       |       |  |
|  | 13 de outubro – Doha | 13 de outubro – Doha |   | 14 de outubro – Doha | 14 de outubro – Doha |       |  |
|  | Trentino Volley      | 3                    |   | Sesi-SP              | 1                    |       |  |
|  | Zenit Kazan          | 1                    |   |                      | Zenit Kazan          | 3     |  |

### Semifinal
| Data   | Hora  |                      | Placar |             | Set 1 | Set 2 | Set 3 | Set 4 | Set 5 | Total | Relatório |
| ------ | ----- | -------------------- | ------ | ----------- | ----- | ----- | ----- | ----- | ----- | ----- | --------- |
| 13 out | 09:00 | 'Jastrzębski Węgiel' | 3–2    | Sesi-SP     | 25-23 | 18-25 | 19-25 | 25-13 | 15-13 | 102–0 | 102-99    |
| 13 out | 13:00 | Trentino Volley      | 3–1    | Zenit Kazan | 25-22 | 25-21 | 19-25 | 25-14 | -     | 94–0  | 94-82     |

### 3º Lugar
| Data   | Hora  |         | Placar |                | Set 1 | Set 2 | Set 3 | Set 4 | Set 5 | Total | Relatório |
| ------ | ----- | ------- | ------ | -------------- | ----- | ----- | ----- | ----- | ----- | ----- | --------- |
| 14 out | 09:00 | Sesi-SP | 1–3    | ' Zenit Kazan' | 25-19 | 20-25 | 23-25 | 23-25 | -     | 91–0  | 91-94     |

### Final
| Data   | Hora  |                    | Placar |                 | Set 1 | Set 2 | Set 3 | Set 4 | Set 5 | Total | Relatório |
| ------ | ----- | ------------------ | ------ | --------------- | ----- | ----- | ----- | ----- | ----- | ----- | --------- |
| 14 out | 13:00 | Jastrzębski Węgiel | 1–3    | Trentino Volley | 31-29 | 16-25 | 11-25 | 16-25 | -     | 74–0  | 74-104    |

## Prêmios Individuais
| Prêmio            | Jogador                    | Equipe             |
| ----------------- | -------------------------- | ------------------ |
| MVP               | Osmany Juantorena          | Trentino Volley    |
| Maior pontuador   | Maxim Mikhaylov            | Zenit Kazan        |
| Melhor atacante   | Osmany Juantorena          | Trentino Volley    |
| Melhor bloqueador | Russel Holmes              | Jastrzębski Węgiel |
| Melhor sacador    | Matey Kaziyski             | Trentino Volley    |
| Melhor receptor   | Sérgio Dutra Santos        | Sesi-SP            |
| Melhor levantador | Raphael Vieira de Oliveira | Trentino Volley    |
| Melhor líbero     | Sérgio Dutra Santos        | Sesi-SP            |
| Melhor defensor   | Alexei Obmochaev           | Zenit Kazan        |